# Byurakn
Byurakn (en arménien Բյուրակն) est une communauté rurale du marz de Shirak en Arménie. En 2008, elle compte 922 habitants.